# Assyriens en Arménie
Les Assyriens en Arménie (en arménien : Ասորիներ, Āsōrīnēr) constituent la troisième minorité ethnique du pays, après les Yézidis et les Russes. Selon le recensement de 2011, il y a 2 769 Assyriens vivant en Arménie, et l'Arménie abrite certaines des dernières communautés assyriennes survivantes dans le Caucase. Il y avait 6 000 Assyriens en Arménie avant la dissolution de l'Union soviétique, mais en raison des difficultés économiques de l'Arménie dans les années 1990, la population a été réduite de moitié, car beaucoup ont émigré. Les Assyriens en Arménie s'appellent eux-mêmes "Urmijenāye" (ceux qui viennent d'Ourmiyah)

## Généralités

### Nombre d'Assyriens en Arménie.
Le recensement de l'Empire russe de 1886 estimait le nombre d'Assyriens en Arménie russe à 1800. Le génocide des Assyriens dans l'Empire ottoman et en Iran pousse plusieurs Assyriens à fuir vers le Caucase, en particulier vers l'Arménie où au début des années 1920 on compte 21 215 Assyriens en Arménie. Le dernier recensement soviétique de 1989 quant à lui montrait un nombre de 5963 Assyriens. Le recensement arménien de 2001  indiquait un nombre de 3409 Assyriens, bien qu'Arsen Mikhaylov, un des leaders de la communauté assyrienne estime le nombre d'Assyriens en Arménie à 10 000.

### Répartition des Assyriens en Arménie.
La population assyrienne en Arménie est principalement rurale. Sur 3 409 Assyriens en Arménie, 2 885 (84,6 %) sont ruraux et 524 (15,4 %) urbains en 2015. Selon la Charte européenne des langues régionales ou minoritaires du Conseil de l'Europe, il y a quatre établissements ruraux avec une importante population assyrienne :
1. Arzni dans la province de Kotayk - Assyriens et Arméniens
2. Verin Dvin, Province d'Ararat - Assyriens et Arméniens
3. Dimitrov, Province d'Ararat - Assyriens et Arméniens
4. Nor Artages dans la province d'Armavir - Assyriens, Arméniens et Yézidi

## Histoire

### Premières migrations auXIXesiècle

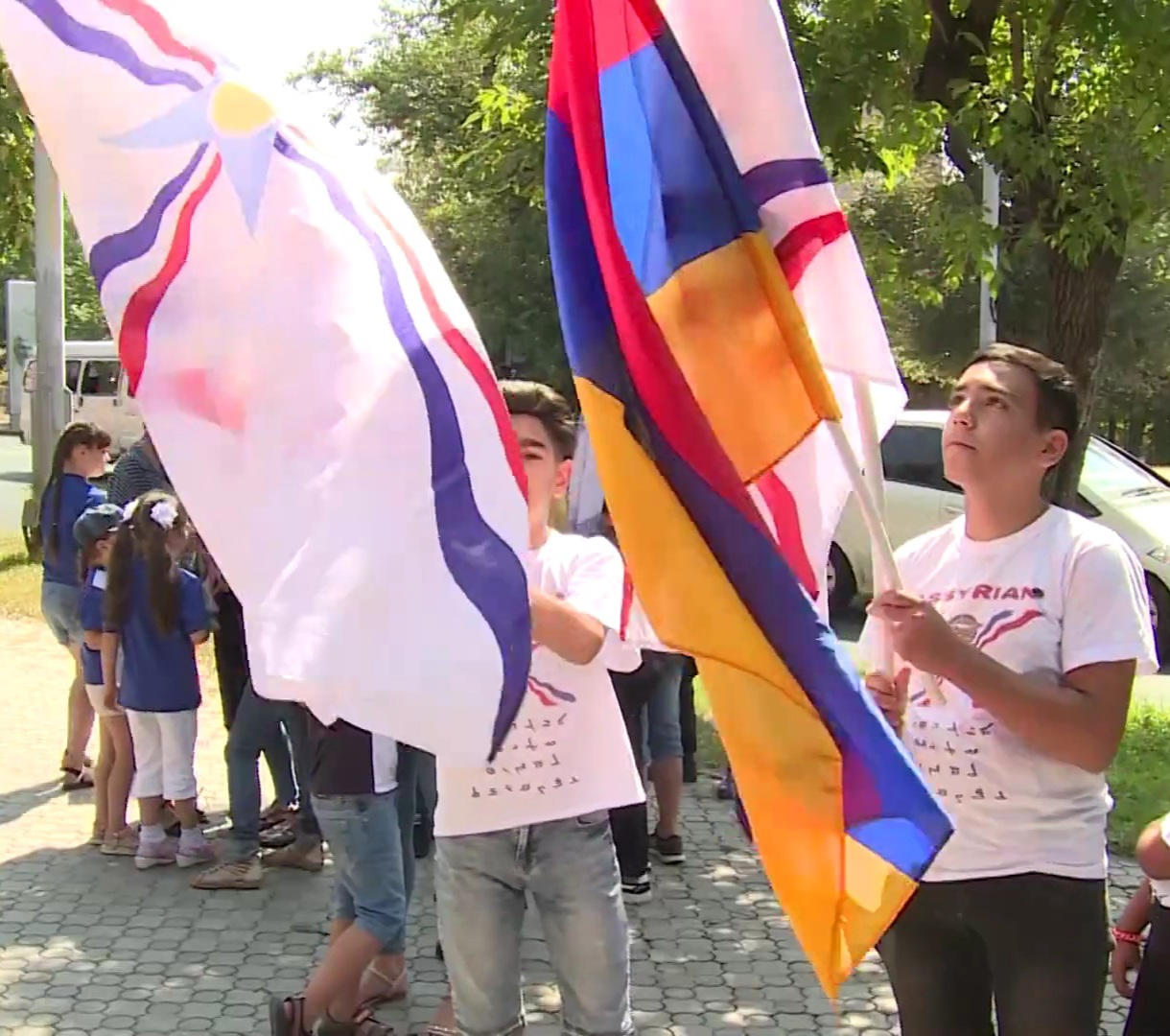
Enfants tenant les drapeaux assyrien et arménien à Erevan.

La population assyrienne d'aujourd'hui en Arménie est pour la plupart descendante de colons arrivés au début du XIXe siècle pendant la guerre russo-persane (1826-1828), lorsque des milliers de réfugiés ont fui leur patrie dans les régions autour d'Ourmia en Perse. Cela dit ces derniers ne s'installent pas immédiatement en Arménie russe. Un des premiers lieux d'installation est la ville de Chouchi au Karabagh puis après une épidémie de diphtérie migrent vers la province d'Erevan dans le village de Qoylassar (actuel Dimitrov) où ils s'adonnent à la culture du tabac, des céréales, des melons et concombres principalement. Ces derniers s'installent également dans d'autres villages notamment. Au début du XXe siècle, beaucoup viennent de ce qui est aujourd'hui le sud-est de la Turquie, en particulier de la région de Hakkari, où il était courant d'avoir des Assyriens et des Arméniens vivant dans les mêmes villages. Les Assyriens, comme leurs voisins arméniens, ont souffert lors des génocides commis par les Jeunes-Turcs et Mustafa Kemal Atatürk, au cours desquels environ 750 000 Assyriens ont péri.

### Période moderne (XXème siècle)

#### La période de lapremière république(1918-1920) et lapériode soviétique(1920-1991)
Alors que de nombreux Arméniens fuient l'Anatolie pour ce qui est aujourd'hui l'Arménie, de nombreux Assyriens suivent également, la citant comme le seul « havre chrétien » de la région, bien que beaucoup aient également fui vers la Géorgie (voir Assyriens en Géorgie). À cela il faut rajouter la présence de députés assyriens entre 1918 et 1920. Tout au long de l'histoire, les relations entre les Assyriens et la majorité arménienne ont tendance à être très amicales, car les deux groupes pratiquent le christianisme depuis l'Antiquité et ont souffert de persécutions sous les dirigeants musulmans et soviétiques. Les Assyriens sont dans un premier temps reconnus par les autorités soviétiques comme une nation pleine « les Aïssores ». Ces derniers possèdent en effet leurs groupes de danses, de musique et de théâtre. Si les premières années du régime soviétique se montrent relativement positives, les années du stalinisme vont se révéler être une période noire. L'athéisme d'État choque considérablement les Assyriens, du fait de leur profond attachement à l'Église nestorienne, ce qui n'empêche pas les persécutions religieuses telles l'assassinat du prêtre assyrien de Qoylassar (actuel Dimitrov) en 1937 . De plus, l'alphabet syriaque est considéré comme « archaïque » et est remplacé par un alphabet cyrillique puis par un alphabet latin plus « adapté » pour finalement revenir au cyrillique. Enfin, les Assyriens sont également victimes de déportations sous le prétexte de « collaboration avec les Dashnaks » (parti politique arménien anti-communiste) . La situation s'améliore après la mort de Staline en 1953, où on assiste à un renouveau intellectuel majeur avec la publication de manuels en araméen, et l'autorisation de l'enseignement de l'araméen depuis 1979. Cet essor intellectuel s'accentue avec la Perestroïka où plusieurs ouvrages sur l'histoire des Assyriens sont édités en Russie notamment. Enfin la chute du régime soviétique en Arménie permet la création d'associations notamment l'association "Atour" en 1989, enregistrée en 1992.

## Depuis l'indépendance (1991)

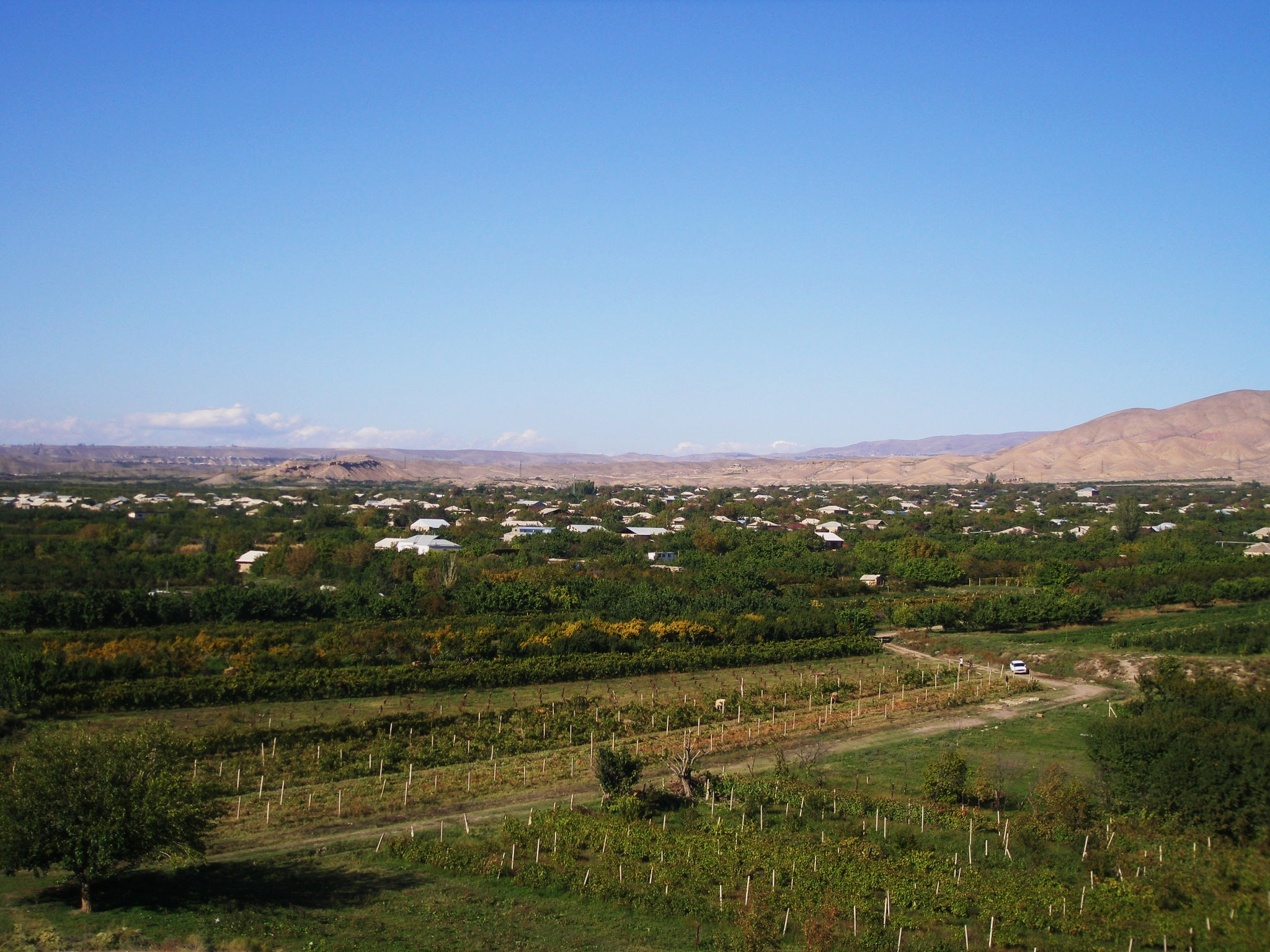
Ville de Verin Dvin

Après l'indépendance de l'Arménie, la situation des Assyriens s'améliore considérablement. En 1998, le centre de jeunesse "Ashour" est fondé, tandis que depuis 2008 des manuels en araméen sont édités fréquemment pour les villages avec des communautés assyriennes. La population est essentiellement rurale et vit de l'agriculture. Enfin, les Assyriens continuent à pratiquer leurs coutumes et leurs traditions dans ces villes. L'araméen est officiellement reconnu comme une langue d'État depuis 2002. Il est à noter que les propriétés de l’Église assyrienne saisies par le régime communiste en Arménie sont rendues, telles l'église de Verin Dvin ou encore celle d'Arzni. Il faut également noter que l'Arménie est avec la Suède l'un des deux seuls pays à pleinement reconnaître le génocide des Assyros-chaldéens, depuis 2015, un monument pour honorer les victimes assyriennes ayant déjà été inauguré en 2012.
En 2020, au milieu de la guerre du Haut-Karabakh, de nombreux Assyriens d'Arménie se sont portés volontaires pour se battre pour la défense du Haut-Karabakh contre l'Azerbaïdjan. Plusieurs chaînes de télévision assyriennes viennent ensuite en Arménie pour se renseigner à propos de la guerre et parler aux familles assyriennes qui ont perdu leurs fils pendant celle-ci.

## Culture

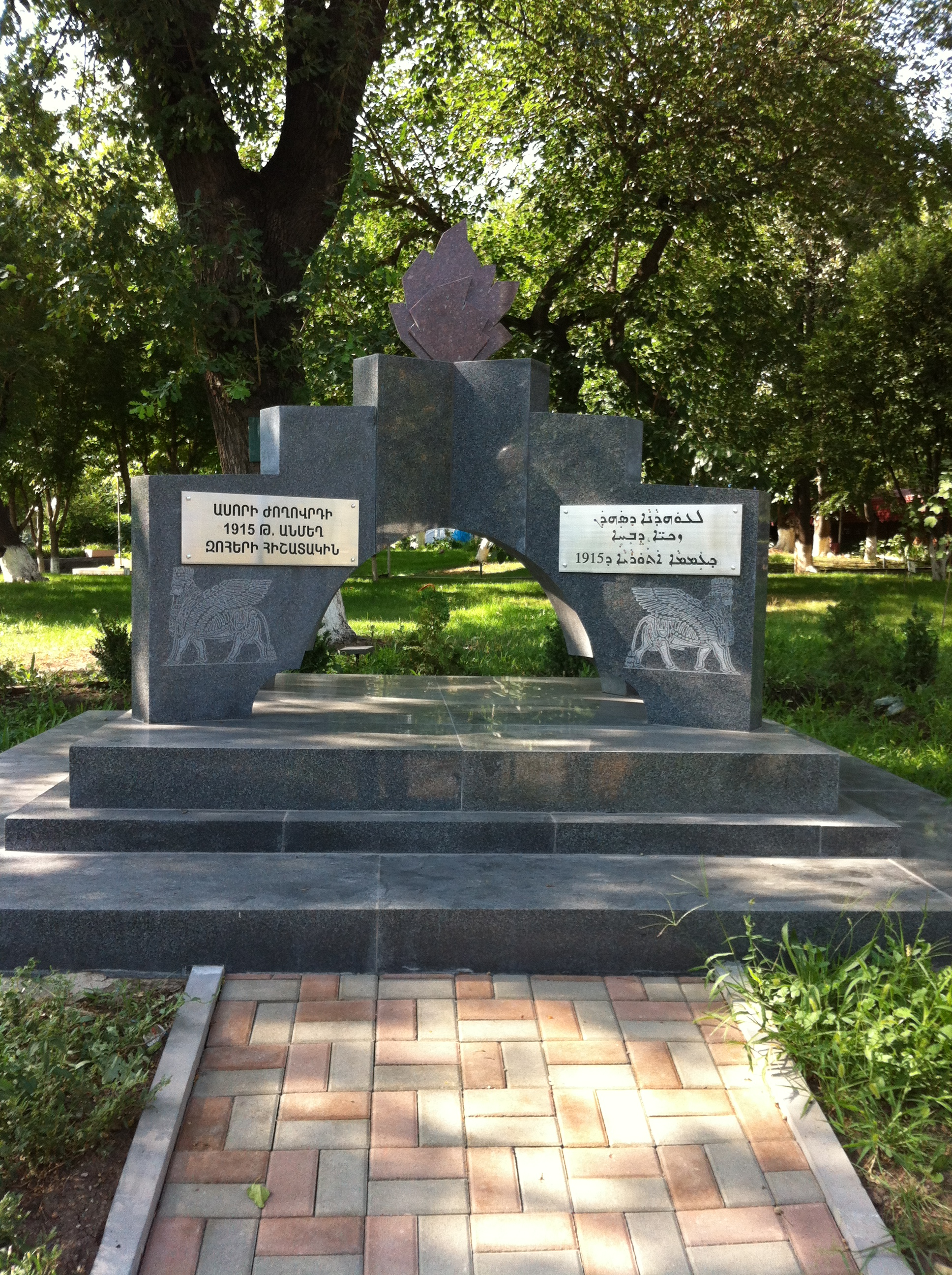
Mémorial du génocide assyrien, Erevan.

Les Assyriens ont réussi à la fois à s'intégrer à la société arménienne et à maintenir leur propre identité ethnique, car il existe des classes enseignant la langue syriaque. La plupart des Assyriens du pays parlent également couramment l'arménien et le russe. Les Assyriens d'Arménie appartiennent aujourd'hui principalement à l'Église assyrienne de l'Est, mais il existe également une petite communauté appartenant à l'Église catholique chaldéenne. Ils travaillent principalement dans les domaines du jardinage, de l'agriculture et de la viticulture. Il existe de grandes communautés assyriennes dans la région de Verin Dvin et Dimitrov de l'Ararat Marz, et Arzni du Kotayk Marz. Il existe un centre de jeunesse assyrienne dans la capitale arménienne, Erevan.
En 2003, la communauté a créé le Centre assyrien BetNahrain, un club qui promeut l'étude et la diffusion de la langue, de la culture, de l'histoire et des traditions assyriennes auprès du grand public.

### Éducation
Il existe quatre écoles publiques qui dispensent des cours en assyrien :
1. Le lycée du village de Verin Dvin (250 élèves en 2008)
2. L'école secondaire du village d'Arzni (114 élèves en 2008)
3. L'école secondaire du village de Dimitrov (68 élèves en 2008)
4. Alexandre Pouchkine, huitième Lycée d'Erevan (8 élèves en 2008)

## Situation religieuse
À partir du XIXe siècle avec la pénétration des Russes dans le Caucase et en Azerbaïdjan iranien les conversions à l'Église orthodoxe russe augmentent y compris en Arménie